# Мінамото но Ієнаґа
Мінамото но Ієнаґа (*源家長, бл. 1170 — 1234) — середньовічний японський державний діяч, поет періоду Камакура.

## Життєпис
Походив зі знатного роду Мінамото. Син Мінамото но Токінаги. Народився близько 1170 року. Про молоді роки замало відомостей. 1196 року призначено імператорським архіваріусом — очолив службу куродо-докоро (опікувалася архівами та оформленням і зберіганням імператорських паперів). Згодом призначено заступником голови Правого управління кінноти, за цим — головою Управління палацового арсеналу.
У 1201 році як видатний поет призначений головним секретарем і заступником голови Управління японської поезії (Вака-докоро), де, зокрема, керував службовцями під час укладання поетичних антологій.
У 1210-х роках перебував на посадах кокусі провінцій Мусасі, Бідзен, Бінґо. У 1218 року призначено кокусі провінції Тадзіми. На цій посаді перебував до 1221 року.
1221 року під час смути Дзьокю самоусунувся від посад. Невдовзі після наведення ладу повернувся на службу. 1227 року надано молодший четвертий ранг. Помер у 1234 році.

## Творчість
Належить до «Нових тридцяти шести безсмертних поетів». Вірші у стилі вака Мінамото но Ієнаґа входять до антологій, насамперед «Нова збірка старих і нових японських пісень». Залишив також щоденник «Мінамото Ієнаґа нікі».
Брав участь у багатьох поетичних змаганнях. Товаришував з поетами Фудзівара но Тейка і Фудзівара но Ієтака. Його дружина Ґо-Тоба-ін но Сімоцуке належала до «Тридцятьох шістьох безсмертних поетес».